# Lydia Shum
Lydia Shum Din-ha (沈殿霞, 21 juillet 1945 - 19 février 2008), affectueusement surnommée Fei-fei (肥|肥, litt. « la grosse »), est une actrice hongkongaise célèbre pour sa forte corpulence, ses lunettes excentriques et ses coiffures bouffantes.
Très populaire en Asie, sa mort des suites de multiples problèmes de santé a provoqué un vif émoi de la population locale.

## Biographie
Née à Shanghai de Sung Shen-gee (1913-1978, dont les ancêtres sont originaires de Ningbo) et Sung Tan-sun (1913–2008), elle entre dans l'industrie du divertissement hongkongais en 1958 à l'âge de 13 ans. Elle fait ses débuts au cinéma en 1960 à 15 ans en jouant pour la Shaw Brothers. Elle prend un certain temps pour s’adapter à Hong Kong, trouvant la cuisine cantonaise très différente de celle de sa ville natale Shanghai.
Alors qu'elle travaille pour la Shaw Brothers, sa popularité grandit et elle devient l'une des principales actrices de la future grande chaîne de télévision TVB. En 1967, sa célébrité décolle grâce à l'émission Enjoy Yourself Tonight (en). Elle entame également une carrière de chanteuse dans le groupe de cantopop Four Golden Flowers (en). Par la suite, elle y représente la femme de Shanghai des années 1970. Elle chante aussi en duo avec Roman Tam (en) de 1971 à 1973.
En août 1972, elle est l'une des premières Chinoises à emprunter cérémonieusement le Cross-Harbour Tunnel le jour de son inauguration. Le président de TVB, Stephen Chan, déclare que Lydia Shum est irremplaçable et que chaque personne qui travaille avec elle finit par devenir célèbre à Hong Kong. Son courage à apparaître en bikinis et en tenus de ballet malgré son poids lui vaut le respect à Hong Kong où les habitants sont très soucieux de leur image.
Shum se fait principalement une place en tant qu'actrice comique et dramatique, mais sans se limiter aux films de ces genres. Les amateurs de kung-fu la connaissent pour son rôle de la femme dominatrice de Yuen Cheung-yan dans le film Drunken Tai Chi (en). Elle joue également l'épouse de Richard Ng dans la comédie Shanghaï Express, et tient un rôle important dans It's a Mad Mad World. En 1997, dans le film Fitness Tour, sa corpulence est au centre de l'intrigue.
Elle se retire temporairement du cinéma en 1997 et anime une émission-débat ainsi que de nombreux téléthons et émissions de variétés sur TVB. Elle revient au grand écran en 2004 avec la comédie In-Laws Outlaws.
Shum joue dans le sitcom singapourien Living with Lydia (en) sur Channel 5 et dans des séries cantonaises comme Slim Chances. Sa prestation dans Living with Lydia lui fait remporter le Prix de la meilleure actrice dans une prestation comique aux Asian Television Awards de 2008.

## Vie privée

### Mariage
Shum se marie avec l'acteur et chanteur Adam Cheng en janvier 1985 après 11 ans de relation. Avant le mariage, en décembre 1984, son bon ami Lee Heung-kam (en) lui demande de se rendre à San Francisco pour la cérémonie d'inauguration de sa boutique. Shum, qui est à Taïwan avec Cheng à cette époque, est réticente à ce voyage mais accepte finalement trois jours plus tard. De retour à Taïwan, elle apprend des rumeurs selon lesquelles Cheng aurait une maîtresse. Interrogé à ce sujet, Cheng nie avoir une relation avec une autre femme et la demande en mariage. Shum pense alors que le mariage dissuaderait toute femme d'approcher Cheng. Le 5 janvier 1985, Cheng et Shum s'envolent pour Vancouver pour se marier.
En raison des circonstances précipitées de leur mariage et de la corpulence de Shum, le temps manque pour préparer une robe de mariée, et Shum porte donc un cheongsam chinois pendant la cérémonie. Elle déclare plus tard dans une interview en 2006 à Hong Kong que l'un de ses plus grands regrets est de ne pas avoir porté de robe de mariée pour son mariage.

### Famille
Le 30 mai 1987 nait leur fille Joyce Cheng (en). Huit mois plus tard, Cheng et Shum divorcent.
Lydia Shum est la sœur du couturier Alfred Sung.

### Problèmes cardiaques et décès
Shum souffrait de plusieurs maladies chroniques graves : angiocholite, diabète, et hypertension. En 2002, elle est admise à l'hôpital Queen Mary (en) à Hong Kong où on lui extrait 36 calculs biliaires. En septembre 2006, Shum est diagnostiquée d'un cancer du foie et d'un autre près de la vésicule biliaire. Les médecins lui retirent immédiatement un tiers de son foie.
Avant une cholécystectomie en 2002, elle souffre d'une inflammation des voies biliaires en 1978 et de nouveau en 1989.Le 22 septembre 2006, l'inflammation réapparaît. Quatre jours plus tard, cela amène des complications à son foie et elle tombe dans le coma jusqu'au 1er octobre. Une fois de plus, le 29 janvier 2007, elle est opérée pour retirer une tumeur au foie qui pèse 2,7 kg. Le 8 mars 2007, il est constaté que la tumeur grossit et elle subit une nouvelle cholécystectomie.
Le 1er novembre 2006, une aide ménagère indonésienne de 24 ans, Triyuliarti Yuyun, est reconnue coupable d'avoir violé l'ordonnance de l'administration hospitalière et condamnée à quatre semaines de prison. Elle était entrée à l'hôpital Queen Mary le 1er octobre 2006 dans la salle où Shum recevait des soins et avait tenté de prendre des photographies de l'actrice. Plus tard, il est confirmé que Yuyun était aide ménagère chez l'un des employés du magazine local East Week (en), mais qu'il ne l'avait pas autorisée à prendre des photos de Shum. La direction d'East Week n'a pas approuvé l'action et a présenté des excuses à Shum. Le magistrat Colin Mackintosh a déterminé que les actes de Yuyun avaient été prémédités et faits pour un gain financier, et que la grave violation de la vie privée du patient justifiait une peine de prison. À la même période, Shum quitte l'hôpital en juillet 2007.
Le 11 octobre 2007, Shum s'effondre chez elle à cause d'un épanchement pleural et est emmenée à l'hôpital Queen Elizabeth (en) pour des soins d'urgence. Plus tard dans la même journée, elle est transférée à l'hôpital Queen Mary. Elle sort de l'établissement le 16 octobre 2007.
Shum est admise en soins intensifs à l'hôpital Queen Mary le 22 janvier 2008 et sort quatre jours plus tard. Sa mère meurt au Canada pendant qu'elle est à l'hôpital. Elle est de nouveau été admise en salle de soins intensifs le 2 février 2008 où son état s'aggrave. Le 19 février, à 3 heures du matin, sa famille décide de débrancher ce qui la tient en vie. Il est décidé que son appareil respiratoire serait retiré et que sa famille passerait du temps avec elle à son chevet. Shum meurt à 8h38 (heure locale) le 19 février 2008.
Avant sa mort, il était connu qu'elle souffrait d'un cancer du foie qu'elle combattait depuis deux ans. Dans le cadre du traitement de sa maladie, elle avait subi une chimiothérapie et plusieurs dialyses.
Le 24 février 2008, accompagné par sa fille Joyce, le corps de Shum est embarqué dans un avion de la Cathay Pacific pour Vancouver. Le 27 février, il est inhumé à Burnaby lors d'une cérémonie privée. Des séquences vidéo des funérailles sont diffusées lors d'un événement commémoratif au Hong Kong Coliseum le 2 mars.

### Journée Fei-fei
La journée Fei-fei est proclamée le 1er juin 2008 à Vancouver (selon la date d'anniversaire de Shum dans le calendrier lunaire). Le maire Sam Sullivan annonce la tenue de ce jour commémoratif à Vancouver le 26 février 2008, une semaine après la mort de Shum.

## Filmographie
- The Lotus Lamp (1965)
- Three Women in a Factory (1967)
- Broadcast Queen (1967)
- The Iron Lady Against the One-eyed Dragon (1967)
- A Girl's Secret (1967)
- Every Girl a Romantic Dreamer (1967)
- Waste Not Our Youth (1967)
- Unforgettable First Love (1967)
- Lady Songbird (1968)
- Happy Years (1968)
- Four Gentlemanly Flowers (1968)
- A Blundering Detective and a Foolish Thief (1968)
- Won't You Give Me a Kiss? (1968)
- Teenage Love (1968)
- Wonderful Youth (1968)
- We All Enjoy Ourselves Tonight (1968)
- Moments of Glorious Beauty (1969)
- The Little Warrior (1969)
- Teddy Girls (1969)
- To Catch a Cat (1969)
- A Big Mess (1969)
- One Day at a Time (1969)
- Happy Times (1970)
- The Mad Bar (1970)
- Les 8 Invincibles du kung fu (1971)
- Songs and Romance Forever (1972)
- The Private Eye (1973)
- Love Is a Four Letter Word (1973)
- If Tomorrow Comes (1973)
- The House of 72 Tenants (1973)
- The Country Bumpkin (1974)
- Tenants of Talkative Street (1974)
- Lovable Mr. Able (1974)
- The Crazy Instructor (1974)
- The Country Bumpkin in Style (1974)
- Kissed by the Wolves (1974)
- Pretty Swindler (1975)
- Don't Call Me Uncle (1975)
- Sup Sap Bup Dup (1975)
- You are Wonderful (1976, également réalisatrice)
- Love In Hawaii (1976)
- The Great Man (1977)
- Cat vs Rat (1982)
- Drunken Tai Chi (1984)
- Shanghaï Express (1986)
- It's a Mad, Mad, Mad World (1987)
- Mr. Handsome (1987)
- Tiger on Beat (1988, caméo)
- Double Fattiness (1988)
- Mother vs. Mother (1988)
- King of Stanley Market (1988)
- Faithfully Yours (1988)
- It's a Mad, Mad, Mad World 2 (1988)
- The Bachelor's Swan Song (1989)
- City Squeeze (1989)
- Eat a Bowl of Tea (1989, États-Unis)
- It's a Mad, Mad, Mad World 3 (1989)
- Lost Souls (1989)
- The Banquet (1991)
- The Perfect Match (1991)
- It's a Mad, Mad, Mad World Too (1992)
- The Laughter of Water Margins (1993)
- Perfect Couples (1993)
- He Ain't Heavy, He's My Father (1993)
- Just Married (1995)
- Fitness Tour (1997)
- Happy Together (1997)
- The Stamp of Love (2001)
- Living with Lydia (2001-2005)
- Miss Du Shi Niang (2003)
- In-Laws, Out-Laws (2004)
- Where Are They Now? (2006)